# Renault MT
 (mars 2025).
Si vous disposez d'ouvrages ou d'articles de référence ou si vous connaissez des sites web de qualité traitant du thème abordé ici, merci de compléter l'article en donnant les références utiles à sa vérifiabilité et en les liant à la section « Notes et références ».
La Renault MT est une automobile produite par Renault de 1923 à 1925. Elle a été présentée au salon automobile de Paris en 1923. C'est une évolution de la Renault KJ, vendue comme elle sous l'appellation commerciale de Renault 6CV (La troisième Renault 6CV est la Renault NN, produite jusqu'en 1930.).